# Мотема Пембе
«Мотема Пембе» (фр.Daring Club Motema Pembe) — конголезский футбольный клуб из города Киншаса. Выступает в Линафут. Основан в 22 февраля 1939 года. Домашние матчи проводит на стадионе Стад де Мартир, вмещающем 80 000 зрителей.

## История
«Мотема Пембе» является одним из самых титулованных клубов Южной Африки и одним из сильнейших клубов ДР Конго — рекордсмен по количеству выигранных чемпионских титулов (12). Один из трёх конголезских клубов, когда-либо выигрывавших международный титул — Кубок Кубков 1994 году.

## Достижения

### Местные
- Чемпион ДР Конго — 12 (1963, 1964, 1974, 1978, 1989, 1994, 1996, 1998, 1999, 2004, 2005, 2008)

- Обладатель Кубка ДР Конго — 11 (1964, 1974, 1978, 1984, 1985, 1990, 1991, 1993, 1994, 2003, 2006)

### Международные
- Кубок обладателей Кубков КАФ (1)
  - Победитель: 1994

- Суперкубок КАФ (0)
  - Финалист: 1994